# Metapenaeopsis velutina
Metapenaeopsis velutina är en kräftdjursart som först beskrevs av James Dwight Dana 1852.  Metapenaeopsis velutina ingår i släktet Metapenaeopsis och familjen Penaeidae. Inga underarter finns listade i Catalogue of Life.